# Nona und ihre Töchter
Nona und ihre Töchter (französisch Nona et ses filles) ist eine neunteilige Miniserie von Valérie Donzelli in deutsch-französischer Koproduktion im Auftrag von Arte und dem SWR, die in beiden Ländern bei Arte am 25. November 2021 in der Mediathek veröffentlicht und ab dem 2. Dezember im Fernsehen ausgestrahlt wurde. Sie handelt von einer Siebzigjährigen, die überraschend schwanger ist, und ihren vierundvierzigjährigen Drillingstöchtern.

## Handlung und Figuren
Elizabeth Perrier, genannt Nona, hat ihre Drillingstöchter alleine aufgezogen und war in den 1970ern als Feministin auf Protesten. 2021 im Alter von 70 führt sie immer noch ein aktives Leben, arbeitet in einer Sexual- und Schwangerschaftsberatungsstelle gegenüber ihrer Wohnung im Quartier de la Goutte d’Or und hat einen Liebhaber, den Universitätsprofessor André Breton. Plötzlich kommt die Nachricht, dass sie überraschenderweise wieder schwanger ist. Ihr Arzt Doktor Trüffel befindet, dass eine Abtreibung zu riskant wäre, sodass Nona austragen soll, und dass laut Gentest André nicht der Vater ist. Damit die Sensation ein Geheimnis bleibt, soll sie während der Schwangerschaft zuhause bleiben. Um ihr zu helfen, ziehen in ihr Haus die männliche Hebamme Paou und ihre drei 44 Jahre alten Töchter.
Gaby, eine bekannte Sexologin und Paartherapeutin, verliebt sich in Paou und trifft als Klientin ihre nun 29-jährige schwangere Tochter Victoria, die sie nach der Geburt als 15-Jährige weggegeben hatte. Manu, Hausfrau und Mutter von fünf Jungen, vertritt ihre Mutter in der Beratungsstelle, wodurch sie von ihrem Mann emotional entfernt und Anziehung für ihre Kollegin Rosi entwickelt. George, die noch bei ihrer Mutter wohnt, promoviert seit Jahren, doch ihr Doktorvater stellt sich als der Liebhaber ihrer Mutter heraus. Da wechselt sie ihr Thema und will mit dem Genetiker Antoine Marchand herausfinden, wer der Vater von Nonas Ungeborenem ist. Ihre Lösung lautet, André habe als Fötus seinen Bruder einverleibt, sodass André zwar der biologische Vater ist, die Gene aber von dem ungeborenen Bruder stammen.
Da George den Artikel nicht veröffentlicht und Antoine nicht auszahlt, geht dieser mit der Geschichte an einen Journalisten, worauf das Haus von der Presse belagert wird, bis Nona eine Rede an die Kameras hält. Schließlich wird ihr Kind geboren, das sich als intersexuell herausstellt, aber Nona stirbt nach der Geburt. Baby Sam wird darauf von André und George, die bei ihm wohnt, aufgezogen.

## Episodenliste
| Nr. | Veröffentlichung Arte Mediathek | Ausstrahlung Arte | Handlung |
| --- | ------------------------------- | ----------------- | --- |
| 1   | 25. November 2021               | 2. Dezember 2021  | Die 70-jährige Nona ist 5½ Monate schwanger. Über ihren Arzt erfahren auch ihre drei Töchter davon, was sie ihr beim Geburtstagsessen sagen. In der Aufregung kippt sie um. |
| 2   | 25. November 2021               | 2. Dezember 2021  | Im siebten Monat erhält Nona die männliche Hebamme Paou. Manu muss sie bei der Familienberatung vertreten. Die Schwestern erfahren, dass ihr die Wohnung gekündigt werden soll, und ziehen bei ihr ein. |
| 3   | 25. November 2021               | 2. Dezember 2021  | George engagiert den Genetiker Antoine, zum Fall ihrer Mutter zu forschen. Manus Mann fährt weg und lässt die Söhne bei ihr. Nona weiht ihren Liebhaber André ein. |
| 4   | 25. November 2021               | 9. Dezember 2021  | Eine Frau, die schon alles versucht hat, glaubt, Nona könne sie durch ein Wunder schwanger machen. Eine schwangere Patientin von Gaby enthüllt, dass sie ihre Tochter ist. André lässt Nona von Physikern untersuchen. |
| 5   | 25. November 2021               | 9. Dezember 2021  | Nona stellt ihren Töchtern ihren Liebhaber vor, George stellt den anderen Antoine vor. Im Hausflur versammeln sich Frauen, die durch Nona schwanger werden wollen. |
| 6   | 25. November 2021               | 9. Dezember 2021  | George präsentiert die Lösung, wie André das Kind gezeugt haben kann, aber nicht genetisch der Vater ist. Manu verspricht den Frauen, die schwanger werden wollen, in der Beratung zu helfen; da kehrt ihr Mann zurück. Gaby schläft mit Paou und sieht ihre Tochter wieder, deren Kind geboren wird. George entscheidet, die Arbeit nicht zu veröffentlichen. |
| 7   | 25. November 2021               | 16. Dezember 2021 | Das Haus wird von Fotografen und Journalisten belagert, ein Film wird öffentlich. Vom Dachboden aus hält Nona eine Rede an die Journalisten über die Selbstbestimmung der Frauen als einen Raum. |
| 8   | 25. November 2021               | 16. Dezember 2021 | Die Geburt wird eingeleitet, Nona will nur Manu dabeihaben. Antoine kommt her und erklärt sich bei George und Gaby entschuldigt sich bei ihrer Tochter. Das Kind wird geboren, aber Nona muss danach künstlich beatmet werden und stirbt bald. |
| 9   | 25. November 2021               | 16. Dezember 2021 | Nonas Beerdigung findet statt. André nimmt das Baby zu sich und lässt George bei sich wohnen. Sie nimmt sich eine Auszeit, um sich vollständig um das Kind zu kümmern. Gaby und Paou leben zusammen, Manu arbeitet vollzeit in der Beratung. Am Geburtstag der Töchter zeigt Manus Ältester einen Film über Nona.                                              |

## Besetzung und Synchronisation

Nona und ihre Töchter werden gespielt von
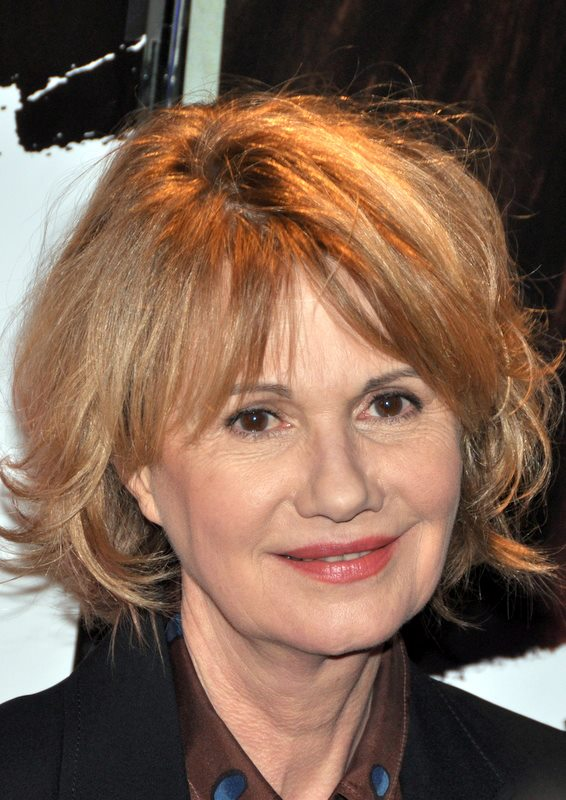
Miou-Miou
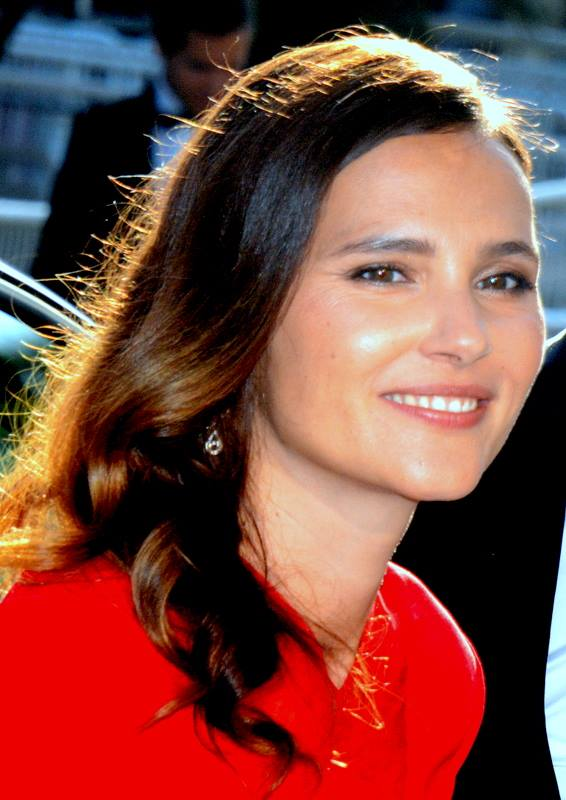
Virginie Ledoyen
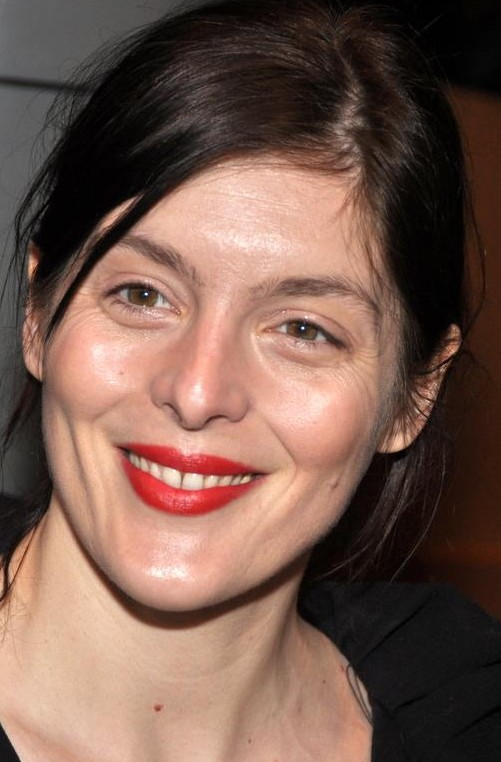
Valérie Donzelli
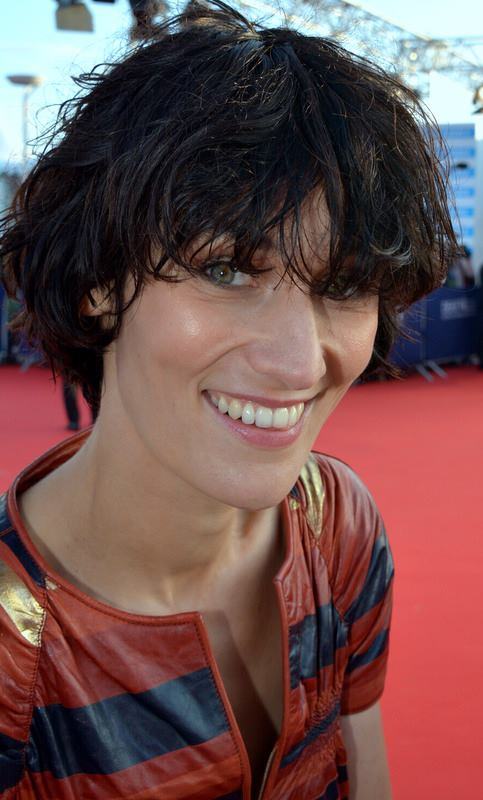
Clotilde Hesme

Die deutschsprachige Synchronisation entstand nach Dialogbüchern und unter der Dialogregie von Kira Uecker durch das Studio Hamburg Synchron.
| Figur                          | Darsteller           | Deutscher Sprecher    | Folgen       |
| Hauptfiguren                   | Hauptfiguren         | Hauptfiguren          | Hauptfiguren |
| ------------------------------ | -------------------- | --------------------- | ------------ |
| Elizabeth Perrier „Nona“       | Miou-Miou            | Heidi Schaffrath      | 1–9          |
| Emmanuelle „Manu“              | Virginie Ledoyen     | Nora Kunzendorf       | 1–9          |
| George                         | Valérie Donzelli     | Simona Pahl           | 1–9          |
| Gabrielle „Gaby“               | Clotilde Hesme       | Merete Brettschneider | 1–9          |
| Markus Paounoff „Paou“         | Barnaby Metschurat   | Barnaby Metschurat    | 2–9          |
| Doctor Marcel Trüffel „Truffe“ | Rüdiger Vogler       | Rüdiger Vogler        | 1–9          |
| Antoine Marchand               | Antoine Reinartz     | Valentin Stilu        | 3–9          |
| Emmanuel Ronsard               | Christopher Thompson | Sascha Rotermund      | 1–9          |
| André Breton                   | Michel Vuillermoz    | Robin Brosch          | 1–9          |
| Nebenfiguren                   |                      |                       |              |
| Rosi                           | Léonie Simaga        |                       | 1–7, 9       |
| Victoria Desbruges             | Elise Lhomeau        |                       | 3–9          |
| Rafia                          | Wabinlé Nabie        |                       | 2–5, 9       |
| Jeanne d’Arc                   | Fanta Kebe           | Cornelia Waibel       | 3–7, 9       |
| Arthur                         | Benjamin Ewers       | Jonas Frenz           | 1–9          |
| Tom                            | Siméon Bouillon      |                       | 1–9          |
| Paul                           | Noé Sobelman         |                       | 1–9          |
| Elliot                         | Henri Hooreman       |                       | 1–9          |
| Max                            | Gustave Korolitski   | Oscar Olsowski        | 1–9          |
| Nona als Jugendliche           | Mathilde Ollivier    |                       | 1–9          |
| Jacqueline                     | Olga Mouak           |                       | 4–7, 9       |

## Entstehung und Veröffentlichung
Nona und ihre Töchter wurde von Valérie Donzelli inszeniert und gemeinsam mit Clémence Madeleine-Perdrillat geschrieben. Sie ist eine deutsch-französische Koproduktion durch Gaumont Télévision und Rectangle Productions im Auftrag von Arte und dem SWR.
Nach mehreren Filmen, zuletzt 2019 Notre Dame, handelt es sich um die erste Serie von Donzelli. Sie wurde von Gaumont Television, die mit ihr arbeiten wollten, um die Entwicklung einer Serie gebeten. Sie wollte die Geschichte einer Mutter und ihrer Töchter erzählen und wählte statt einer Krankheit die Schwangerschaft der 70-Jährigen als etwas Verrücktes, das sie wieder zusammenbringen solle, und um das Thema Mutterschaft zu erforschen, die sie als etwas zeigt, das Frauen zusätzlich haben. Donzelli und Madeleine-Perdrillat schrieben an dem Drehbuch fünf Jahre lang. Als Kamerafrau fungierte Irina Lubtchansky, mit der Donzelli schon lange zusammenarbeiten wollte, die aber für Notre Dame nicht zur Verfügung stand.
Donzelli schrieb die Rolle der Tochter George für sich selbst, um selbst als Teil der Serie diese zu inszenieren. Virginie Ledoyen, die Manu spielt, hatte sie bereits 2019 in Notre Dame inszeniert. In der Titelrolle, deren Darstellerin jedem bekannt sein sollte, besetzte sie als französischen Filmstar Miou-Miou. Alle Kinder Donzellis treten in der Serie in Kleinauftritten auf. Ihr jüngster Sohn spielt eins von Manus Kindern, deren Anzahl sie für ihn auf fünf erhöhte. Aufgrund Schulschließungen während eines Lockdowns in der COVID-19-Pandemie hatte sie ihn zu Vorsprechen mitgenommen, worauf er selbst vorsprechen wollte. Aus Deutschland sind die zwei Schauspieler Barnaby Metschurat und Rüdiger Vogler vertreten, deren Rollen ebenfalls deutsch sind.
Die Musik komponierte Philippe Jakko, der dies für Donzelli neben Notre Dame bereits 2013 in Das Spiel von Liebe und Zufall (Que d’amour!) getan hatte. Den Soundtrack aus Jazz und Barockmusik beschreibt er als „100 % Confinement-Pandemie-Covid-Soundtrack“, da während des Lockdowns die einzelnen Künstler ihre Teile separat, etwa das Orchester in Mazedonien, aufnehmen und Jakko schicken mussten, der in London arbeitete.
In Frankreich wurden die ersten drei Episoden am 30. August 2021 beim Festival Series Mania gezeigt, in Deutschland feierte die Serie ihre Premiere am 25. Oktober beim Film Festival Cologne. Die Serie wurde am 25. November auf der Arte Mediathek veröffentlicht und ab dem 2. Dezember dreimal wöchentlich auf Arte ausgestrahlt.